# ماريا سانشيز
ماريا سانشيز (بالإنجليزية: Maria Sanchez)‏ مواليد 26 نوفمبر 1989 في موديستو، هي لاعبة كرة مضرب أمريكية بدأت مسيرتها كمحترفة سنة 2011 وتحتل حالياً المرتبة رقم. 180 (8 فبراير 2016) في تصنيف رابطة محترفات كرة المضرب. أعلى تصنيف لها في الفردي كان المركز الـ 107 في سنة 2013.

## روابط خارجية
- ماريا سانشيز على موقع رابطة محترفات التنس (الإنجليزية)
- ماريا سانشيز على موقع الاتحاد الدولي لكرة المضرب (الإنجليزية)
- ماريا سانشيز على موقع خلاصة التنس.كوم (الإنجليزية)
- ماريا سانشيز على موقع إي إس بي إن.كوم (الإنجليزية)